# بريت ريد
بريت ريد (29 مايو 1972 ببلدة ووترفورد في الولايات المتحدة - ) (بالإنجليزية: Brett Reed)‏ هو مدرب كرة سلة ولاعب كرة سلة أمريكي في مركز هجوم خلفي.

## وصلات خارجية
- بريت ريد على موقع كلية كرة السلة في سبورتس رفرنس.كوم (الإنجليزية)